# Shumen (huyện)
Shumen là một huyện thuộc tỉnh Shumen, Bungaria. Dân số thời điểm năm 2001 là 104473 người.